# امیلی گومیس
امیلی گومیس (فرانسوی: Émilie Gomis‎؛ زادهٔ ۱۸ اکتبر ۱۹۸۳) بازیکن بسکتبال اهل فرانسه است.
وی در مسابقات کشوری و بین‌المللی در مجموع برندهٔ ۱ مدال طلا، ۲ مدال نقره، ۱ مدال برنز شده‌است.